# Jacek Orfanell Prades
Jacek Orfanell Prades (Piotr Orfanell i Prades) (ur. 8 listopada 1578 w La Jana; zm. 10 września 1622 na wzgórzu Nishizaka w Nagasaki) – błogosławiony Kościoła katolickiego, hiszpański dominikanin, misjonarz, męczennik.

## Życiorys
Piotr Orfanell Prades wstąpił do zakonu dominikanów w Barcelonie. W zakonie przyjął imię Jacek (Jacint). Po otrzymaniu święceń kapłańskich zgłosił się na ochotnika na misje na Dalekim Wschodzie.
Opuścił Hiszpanię w 1605 r., ale z powodu choroby spędził dwa lata w Meksyku, tak że do Manilii przybył dopiero w maju 1607 r. Następnie został wysłany do Japonii, gdzie w kolejnych latach prowadził działalność misyjną w różnych regionach tego kraju. Został aresztowany i wygnany z Japonii 6 listopada 1614 r., jednak przy pomocy miejscowych chrześcijan udało mu się wrócić do Nagasaki. Ponownie aresztowano go 25 kwietnia 1621 r. w Yagami niedaleko Nagasaki. Następnego dnia został przeniesiony do więzienia w Ōmura. Został spalony żywcem razem z grupą chrześcijan 10 września 1622 r. na wzgórzu Nishizaka w Nagasaki.
Został beatyfikowany przez Piusa IX 7 lipca 1867 r. w grupie 205 męczenników japońskich.
Dniem jego wspomnienia jest 10 września (w grupie 205 męczenników japońskich).